# Zaïmka
Zaïmka (en rus: Заимка) és un poble de l'óblast de Sverdlovsk, a Rússia, segons el cens del 2010 tenia 228 habitants.